# لوثر إي. هال
لوثر إي. هال (بالإنجليزية: Luther E. Hall)‏ هو قاضي ومحامي وسياسي أمريكي، ولد في 30 أغسطس 1869 في باستروب في الولايات المتحدة، وتوفي في 6 نوفمبر 1921 في نيو أورلينز في الولايات المتحدة. حزبياً، نشط في الحزب الديمقراطي. وقد انتخب حاكم لويزيانا ‏ (14 مايو 1912 – 9 مايو 1916) وانتخب عضو مجلس ولاية لويزيانا.